# کارلوس مارتینس (بازیکن فوتبال)
کارلوس مارتینس (انگلیسی: Carlos Martins؛ زادهٔ ۲۹ آوریل ۱۹۸۲) بازیکن فوتبال اهل پرتغال است.
از باشگاه‌هایی که در آن بازی کرده‌است می‌توان به باشگاه فوتبال بنفیکا بی، باشگاه فوتبال اسپورتینگ، باشگاه فوتبال آکادمیکا، باشگاه فوتبال گرانادا، باشگاه فوتبال بلننسس، باشگاه فوتبال اسپورتینگ سی‌پی بی، باشگاه فوتبال رکریتیوو اوئلوا، و باشگاه فوتبال بنفیکا اشاره کرد.
وی همچنین در تیم‌های ملی فوتبال زیر ۲۰ سال پرتغال، زیر ۲۱ سال پرتغال، و پرتغال بازی کرده‌است.